# Alchemilla languescens
Alchemilla languescens é uma espécie de rosácea do gênero Alchemilla, pertencente à família Rosaceae.